# IMC-UNESCO-Musikpreis
Der IMC-UNESCO-Musikpreis wurde von 1975 bis 2005 vom Internationalen Musikrat (IMC), ab 1978 in Zusammenarbeit mit der UNESCO, vergeben. Der Preis wurde in fünf Kategorien vergeben: Komposition, Aufführung, Musikwissenschaft/Musikjournalismus, Musikpädagogik und an „Personen des öffentlichen Lebens, die lokal oder international in mehr als einem Gebiet der Musik eine bedeutende Rolle gespielt haben“ bzw. an „Institutionen für ihr Handeln im Dienst der Musik.“
Zunächst fand die Preisverleihung alle zwei Jahre an unterschiedlichen Orten statt, z. B. Paris, Stockholm, Alicante. Von 1994 bis 2005 wurde der Preis jährlich in Aachen verliehen.  Der Festakt fand im Krönungssaal des Aachener Rathauses statt. Die Preisträger erhielten  eine Urkunde, die Picasso-Miro-Medaille der Unesco und 2500 Euro. Bisherige Preisträger sind unter anderem Yehudi Menuhin, Leonard Bernstein, Herbert von Karajan, Cesária Évora, Mercedes Sosa, Frank Callaway, die Internationale Bachakademie Stuttgart, Oscar Peterson, Maria João Pires, Mikis Theodorakis und Youssou N’Dour.

## Weblink
- Archivseite des Internationalen Musikrats zum Preis (englisch)